# Mike McDonald
Mike McDonald (23 de noviembre de 1975) es un deportista canadiense que compitió en esquí acrobático. Ganó una medalla de plata en el Campeonato Mundial de Esquí Acrobático de 1999, en la prueba de acrobacias.

## Medallero internacional
| Campeonato Mundial | Campeonato Mundial | Campeonato Mundial | Campeonato Mundial |
| Año                | Lugar              | Medalla            | Prueba             |
| ------------------ | ------------------ | ------------------ | ------------------ |
| 1999               | Meiringen (Suiza)  | Medalla de plata   | Acrobacias         |